# Oj, u luzi červona kalina
Oj, u luzi červona kalina (ukr.: Ой, у лузі червона калина, hrv.: Oh, na livadi crvena hudika) ukrajinska je domoljubna koračnica. Prvi su je put objavili 1875. Volodimir Antonovič i Mihajlo Drahomanov, a skladatelj Stepan Čarnetski ju je 1914. obradio u čast i sjećanje na sičke strijelce iz Prvog svjetskog rata. Pjesmu je kasnije usvojila Ukrajinska narodna armija tijekom Ukrajinskog rata za neovisnost. Pjesma je kroz vrijeme doživjela mnogo inačica i obrada.
Biljka crvena hudika (ukr.: червона калина, transl.: červona kalina) koja je opjevana u pjesmi listopadni je grm koji zna narasti četiri do pet metara i čest je motiv u ukrajinskome folkloru. Postala je jednim od nacionalnih simbola Ukrajine, a njezina stilizirana silueta obrubljuje zastavu predsjednika Ukrajine.
Nakon ruske aneksije ukrajinskog poluotoka Krima 2014., a zatim i invazije Rusije na Ukrajinu 2022., pjevanje "nacionalističkih himni" poput Červone Kaline na Krimu i drugim okupiranim područjima postalo je kažnjivo novčanim i zatvorskim kaznama.

## Povijest
Zbog povezanosti pjesme s težnjom ukrajinskog naroda za neovisnošću, pjevanje pjesme bilo je zabranjeno tijekom razdoblja u kojem je Ukrajina bila sovjetska republika u sastavu Sovjetskog Saveza (1919. – 1991.). Otpjevali su je s prkosom mnogi ukrajinski domoljubi, a svatko tko je uhvaćen da je pjeva bio je zatvoren ili pretučen.

### Invazija Rusije na Ukrajinu 2022.
U ožujku 2022. pjesma je privukla međunarodnu pozornost kada su a cappella izvedbu prvog stiha pjesme pjevača Andrija Klivnijuka iz ukrajinskog glazbenog sastava BoomBox objavljenu na platformi Instagram preuzeli i preradili različiti umjetnici diljem svijeta. Prema kritičkom osvrtu Valentine Kuzik, u ovoj inačici energija iskonskog daha izbija iz stabilnih oblika i ulazi u novi životni prostor.
Glazbeni sastav BoomBox nalazio se 24. veljače 2022. na turneji u Sjedinjenim Američkim Državama u trenutku ruske invazije na Ukrajinu. Frontmen sastava Andrij Klivnijuk skratio je turneju i vratio se u Ukrajinu kako bi se pridružio oružanim snagama. Video uradak je snimio dok je u vojnoj uniformi stajao u blizini Sofijskog trga u Kijevu i postavio ga na svoj Instagram profil 27. veljače, gdje je ubrzo postao viralan.
Prvi glazbenik koji je obradio Klivnijukovu izvedbu bio je južnoafrički glazbenik The Kiffness početkom ožujka 2022. Krajem istog mjeseca, ukrajinski umjetnički klizači Oleksandra Nazarova i Maksim Nikitin nastupili su uz tu pjesmu na Svjetskom prvenstvu u umjetničkom klizanju 2022. u znak prosvjeda protiv invazije.
U travnju 2022. glazbeni sastav Pink Floyd preuzeo je Klivnijukov video uradak za svoji novi singl i video isječak "Hey, Hey, Rise Up!", koji je bend objavio kao pomoć i podršku Ukrajini. U videu se Klivnijukov nastup projicira iza benda tijekom svirke novog singla i djelomično se prikazuje preko cijelog ekrana. Pjesma počinje uzorkom iz druge snimke ukrajinskog narodnog zbora Verjovka.
Od tada su se na YouTubeu pojavile nove inačice, čak i obrade originalne obrade, poput blues inačice na engleskom jeziku Red Kalyna Blues.

## Zabrana pjesme na Krimu
Nakon ruske aneksije Krimskog poluotoka 2014., a zatim i ruske invazije na Ukrajinu 2022., pjevanje "nacionalističkih himni" kao što je Červona Kalina na Krimu se smatralo vrijeđanjem ruske vojske, te je kažnjavano novčanim kaznama ili zatvorom. U rujnu 2022. ruske okupacijske vlasti na Krimu zatvorile su i novčano kaznile goste na svadbenoj zabavi zbog "diskreditiranja" ruskih oružanih snaga pjevanjem pjesme. Pjevači pjesme iz internetskog videa zatvoreni su i novčano kažnjeni.
Ruski čelnik okupacijske uprave Krimskog poluotoka Sergej Aksjonov, upozorio je da će vlasti oštro kazniti ljude za pjevanje te i sličnih pjesama. Izjavio je da se "ljudi koji to čine ponašaju kao izdajice", te da postoji posebni ogranak službe sigurnosti FSB-a zadužen za takve prekršaje.

## Tekst
| Ukrajinski | Latinična transkripcija | Hrvatski prijevod |
| --- | --- | --- |
| Ой у лузі червона калина похилилася, Чогось наша славна Україна зажурилася. А ми тую червону калину підіймемо, А ми нашу славну Україну, гей-гей, розвеселимо! А ми тую червону калину підіймемо, А ми нашу славну Україну, гей-гей, розвеселимо!                          | Oj u luzi červona kalina pohililasija, Čohos naša slavna Ukrajina zažurilasja. A mi tuju červonu kalinu pidijmemo, A mi našu slavnu Ukrajinu, hej-hej, rozveselimo! A mi tuju červonu kalinu pidijmemo, A mi našu slavnu Ukrajinu, hej-hej, rozveselimo!                       | Oj, u polju se nagnula crvena hudika, Zašto je naša slavna Ukrajina tužna. Mi ćemo tu crvenu hudiku podignuti, Mi ćemo našu slavnu Ukrajinu, hej-hej, razveseliti! Mi ćemo tu crvenu hudiku podignuti, Mi ćemo našu slavnu Ukrajinu, hej-hej, razveseliti!                            |
| Не хилися, червона калино, маєш білий цвіт, Не журися, славна Україно, маєш вільний рід. А ми тую червону калину підіймемо, А ми нашу славну Україну, гей-гей, розвеселимо! А ми тую червону калину підіймемо, А ми нашу славну Україну, гей-гей, розвеселимо!             | Ne hilisija, červona kalino, maješ bili cvit, Ne žurisija, slavna Ukrajino, maješ vilniji rid. A mi tuju červonu kalinu pidijmemo, A mi našu slavnu Ukrajinu, hej-hej, rozveselimo! A mi tuju červonu kalinu pidijmemo, A mi našu slavnu Ukrajinu, hej-hej, rozveselimo!       | Nemoj klonuti, crvena hudiko, imaš bijeli cvijet, Ne oplakuj, slavna Ukrajino, imaš slobodan narod. Mi ćemo tu crvenu hudiku podignuti, Mi ćemo našu slavnu Ukrajinu, hej-hej, razveseliti! Mi ćemo tu crvenu hudiku podignuti, Mi ćemo našu slavnu Ukrajinu, hej-hej, razveseliti!   |
| Марширують наші добровольці у кривавий тан, Визволяти братів-українців з московських кайдан. А ми наших братів-українців визволимо, А ми нашу славну Україну, гей-гей, розвеселимо! А ми наших братів-українців визволимо, А ми нашу славну Україну, гей-гей, розвеселимо! | Marširujut naši dobrovoljci u krivavij tan, Vizvolijati brativ-ukrajinciv z Moskovskih kaidan. A mi naših brativ-ukrajinciv vizvolimo, A mi našu slavnu Ukrainu, hej-hej, rozveselimo! A mi naših brativ-ukrajinciv vizvolimo, A mi našu slavnu Ukrainu, hej-hej, rozveselimo! | Marširaju naši dobrovoljci u krvavi ples, Oslobađajući braću Ukrajince od moskovskih okova. Mi ćemo našu braću Ukrajince osloboditi, Mi ćemo našu slavnu Ukrajinu, hej-hej, razveseliti! Mi ćemo našu braću Ukrajince osloboditi, Mi ćemo našu slavnu Ukrajinu, hej-hej, razveseliti! |
| Ой у полі ярої пшенички золотистий лан, Розпочали стрільці українські з ворогами тан. А ми тую ярую пшеничку ізберемо, А ми нашу славну Україну, гей-гей, розвеселимо! А ми тую ярую пшеничку ізберемо, А ми нашу славну Україну, гей-гей, розвеселимо!                    | Oj u poli jaroj pšenički zolotistij lan, Rozpočali strilci ukrajinski z vorohami tan. A mi tuju jaruju pšeničku izberemo, A mi našu slavnu Ukrajinu, hej-hej, rozveselimo! A mi tuju jaruju pšeničku izberemo, A mi našu slavnu Ukrajinu, hej-hej, rozveselimo!                | U zlatnom polju jare pšenice, Ukrajinski strijelci započeli su ples s neprijateljem. Mi ćemo tu jaru pšenicu ubrati, Mi ćemo našu slavnu Ukrajinu, hej-hej razveseliti! Mi ćemo tu jaru pšenicu ubrati, Mi ćemo našu slavnu Ukrajinu, hej-hej razveseliti!                            |
| Як повіє буйнесенький вітер з широких степів, То прославить по всій Україні січових стрільців. А ми тую стрілецькую славу збережемо, А ми нашу славну Україну, гей-гей, розвеселимо! А ми тую стрілецькую славу збережемо, А ми нашу славну Україну, гей-гей, розвеселимо! | Jak povije bujnesenkij viter z širokih stepiv, To proslavit po vsij Ukrajini sičovih strilciv. A mi tuju strileckuju slavu zberežemo, A mi našu slavnu Ukrajinu, hej-hej, rozveselimo! A mi tuju strileckuju slavu zberežemo, A mi našu slavnu Ukrajinu, hej-hej, rozveselimo! | Kada zapuše snažan vjetar s prostranih stepa, Slavit će se Sički strijelci po cijeloj Ukrajini. Mi ćemo tu slavu strijelaca sačuvati, Mi ćemo našu slavnu Ukrajinu, hej-hej, razveseliti! Mi ćemo tu slavu strijelaca sačuvati, Mi ćemo našu slavnu Ukrajinu, hej-hej, razveseliti!   |